# Veldtocht van Eduard III (1359-1360)

De veldtocht begint in Calais, volgt de oranje stippellijn en eindigt in Brétigny

De Veldtocht van Eduard III (1359-1360) was een campagne in de Honderdjarige Oorlog van koning Eduard III van Engeland in het noorden van Frankrijk, na de verwerping van het Verdrag van Londen (1359) door de Franse Staten-Generaal.

## Achtergrond
Het Verdrag van Londen (1359) werd getekend na de Slag bij Poitiers (1356), waarbij koning Jan II van Frankrijk werd gevangengenomen. Het verdrag voorzag in grote Franse gebiedsafstanden en een losprijs van 4 miljoen écu voor de gevangen Franse koning. Frankrijk werd geleid door kroonprins Karel V en overal braken er opstanden uit. Eduard III maakte van de situatie gebruik om Frankrijk te veroveren en zichzelf tot Frans koning te kronen.

## Veldtocht
Op 28 oktober 1359 landde hij met een groot leger in Calais en vervolgde zijn weg naar Reims om zich daar tot koning te laten kronen. Bij gebrek aan een georganiseerd leger liet Karel V de Engelsen verder oprukken. De stad Reims was voor de winter goed voorbereid terwijl er op het omliggende platteland geen voorraden of beschutting te vinden was. De inwoners van de gehuchten rond Reims (zoals Cormontreuil en Taissy) hadden op voorhand het bevel gekregen alle gebouwen te vernielen. Op 11 januari 1360 werd Eduard III gedwongen het beleg op te geven. Eduard zette zijn veldtocht verder richting Bourgondië, daar werd hij ontvangen door hertog Filips I van Bourgondië, die de vrede afkocht met 200 000 gouden deniers. Eduard had gehoopt op een directe confrontatie met Karel V, maar die paste de tactiek van de verschroeide aarde toe. Op 31 maart 1360 viel Eduard Parijs aan. De tactiek van Karel V begon zijn vruchten af te werpen en de Engelsen leden aan een tekort aan middelen. Op 12 april braken de Engelsen het beleg op en begaven zich richting de Beauce, de graanschuur van Frankrijk. 13 april, Zwarte Maandag, ter hoogte van Chartres, brak er een extreem zware hagel- en onweersbui uit, die grote aantallen slachtoffers maakte. Koning Eduard III zag hier een teken van God in en ging aan de onderhandelingstafel zitten, het Verdrag van Brétigny werd ondertekend.